# Lamplugh, ensenada
Lamplugh, ensenada är en vik i Antarktis. Den ligger i Västantarktis. Argentina, Chile och Storbritannien gör anspråk på området.